# Trois Dollars de plomb
Pour plus de détails, voir Fiche technique et Distribution.
Trois Dollars de plomb (Tre dollari di piombo) est un western spaghetti franco-hispano-italien réalisé par Pino Mercanti et sorti en 1964.

## Synopsis
Rudy Wallace revient après quelques années au ranch de son père, qu'il trouve complètement détruit. Toute la région de Dallas est sous la domination du riche Morrison, qui veut se débarrasser des fermiers gênants de la région avec l'aide du brutal Mark. Il est également responsable de la mort du père de Wallace. Après avoir tenté en vain d'inciter d'autres habitants à agir contre Wallace, Rudy se met lui-même à l'œuvre, mais il est entravé dans l'accomplissement de sa vengeance par le shérif Raf, qui est à ses trousses pour une bagarre. Raf apprend à connaître le caractère de Rudy et l'aide finalement à accomplir sa vengeance.

## Fiche technique
- Titre original italien : Tre dollari di piombo[1]
- Titre original espagnol : La banda de los malditos ou Tres dólares de plomo[2]
- Titre français : Trois Dollars de plomb[3]
- Réalisateur : Pino Mercanti (sous le nom de « Joseph Trader »)
- Scénario : Mario Di Nardo, Silvio Siano
- Photographie : Manuel Hernández Sanjuán
- Montage : Eliane Bensdorp
- Musique : Gioacchino Angelo (it), Gianni Ferrio
- Décors : Oscar D'Amico
- Costumes : Italia Scandariato
- Production : Ferruccio Mosca, Domenico-Luigi Rotolo, Gerald Carrus, Joël Lifschutz
- Société de production : Tellus Cinematografica (Rome), Coop. Coperfilm (Madrid), Paris Inter Productions (Paris)
- Pays de production :  Italie -  Espagne -  France
- Langue originale : italien
- Format : couleurs par Eastmancolor - 2,35:1 - Son mono - 35 mm
- Durée : 89 minutes
- Genre : western spaghetti
- Dates de sortie :
  - Espagne : 19 décembre 1964
  - France : 29 juin 1966

## Distribution
- Fred Beir (en) : Rudy Wallace
- Evi Marandi (sous le nom d'« Evy Marandis ») : Anne
- Francisco Nieto : Morrison
- Richard Saint-Bris : Laurence
- Dina De Santis (sous le nom de « Dyna De Saint ») : Nora
- Olivier Mathot : l'homme de main de Morrison
- Roberto Messina (sous le nom de « Rob Messenger ») : Mark
- Ángel Álvarez : Sam
- Andrea Aureli (sous le nom d'« Andrew Hard ») : Raf
- Luigi Ciavarro (sous le nom de « Louis Chavarro ») : Joe
- Virgilio Daddi : Jerry
- Stella Monclar : Mme Morrison
- Renato Terra : James